# Южное воинское кладбище
Южное воинское кладбище — кладбище в Санкт-Петербурге.

## Описание
«Южное воинское кладбище» располагается к востоку от пересечения улиц Краснопутиловской и Червонного Казачества. Это братское захоронение советских воинов, погибших в годы Великой Отечественной войны 1941—1945 гг.
Площадь — 0,76 га. Существует с 1941 года, расположено в Кировском районе Санкт-Петербурга, в промышленной зоне ТЭЦ-15 у грузовой станции Нарвская (ближайшая станция метро — «Автово»).
Постановлением Правительства Санкт-Петербурга от 3 апреля 2008 года № 377 «Об утверждении перечней кладбищ Санкт-Петербурга, на которых предоставляются участки земли для погребения» закрепило статус военного мемориального кладбища Южное.
На Южном воинском кладбище похоронено 1532 воина Советской Армии (по данным Ленгорвоенкомата) . Центральный обелиск выполнен из красного гранита. Надпись: «Доблестным воинам, павшим в боях за свободу и независимость нашей родины 1941—1945». Большинство надгробных сооружений — «раковины».
Уход за кладбищем осуществляет ООО «Похоронный Дом „Юго-Запад“». На кладбище в памятные дни совершаются возложения венков: 18 января, 27 января, 23 февраля, 9 мая, 22 июня, 8 сентября, 9 декабря.
Категория охраны: Региональная. Вид документа о постановке на гос. охрану: Решение Ленгорисполкома от 03.05.1976 № 328.

## Похороненные на кладбище
- Беркозов Л. Ф. — лейтенант, погиб в 1942 г. Надпись: «От трудящихся ПО «Знамя Октября»»; [1]
- Савиных Виталий Александрович — старший лейтенант связи войск НКВД, 1921—1942 гг.;
- Лебедев Б. Н. — студент Электротехнического Института, 1922—1942 гг. Надпись: «Да будет Вам вечная слава и вечная память земли!» — от родителей и трудящихся «Лентрансгаз»;
- Шейде П. Р. — лейтенант, погиб в 1942 г. Надпись: «Нас никто никогда не ковал из железа и стали. Превратила нас в сталь цель, к которой мы шли» — от трудящихся объединения «Электроавтоматика»;
- Волостных Валерий — красноармеец, 1923—1941 гг. Надпись: «Воевавшим за Ленинград, кровь отдавшим за Ленинград, с честью павших за Ленинград, честь и слава!» — от трудящихся ПО «Знамя Октября»;
- Красношапка Николай Маркович — сержант орденоносец, 1919—1942 гг. Надпись: «Геройски защищая Ленинград пал смертью храбрых»;
- Пикеев А. В. — лейтенант, погиб в 1943 г. Надпись: от трудящихся треста «Севэнергострой».
- Сальников Александр Владимирович — Гвардии старший лейтенант, 24.08.1921—26.11.1943 гг. Надпись: «От трудящихся по «Стройдеталь»».
- Корзун Андрей Григорьевич — Герой Советского Союза. (Звание Героя Советского Союза присвоено 21 февраля 1944 года посмертно[3]. Награждён орденом Ленина). Его именем названа улица в Кировском районе Санкт-Петербурга.

## Фотогалерея

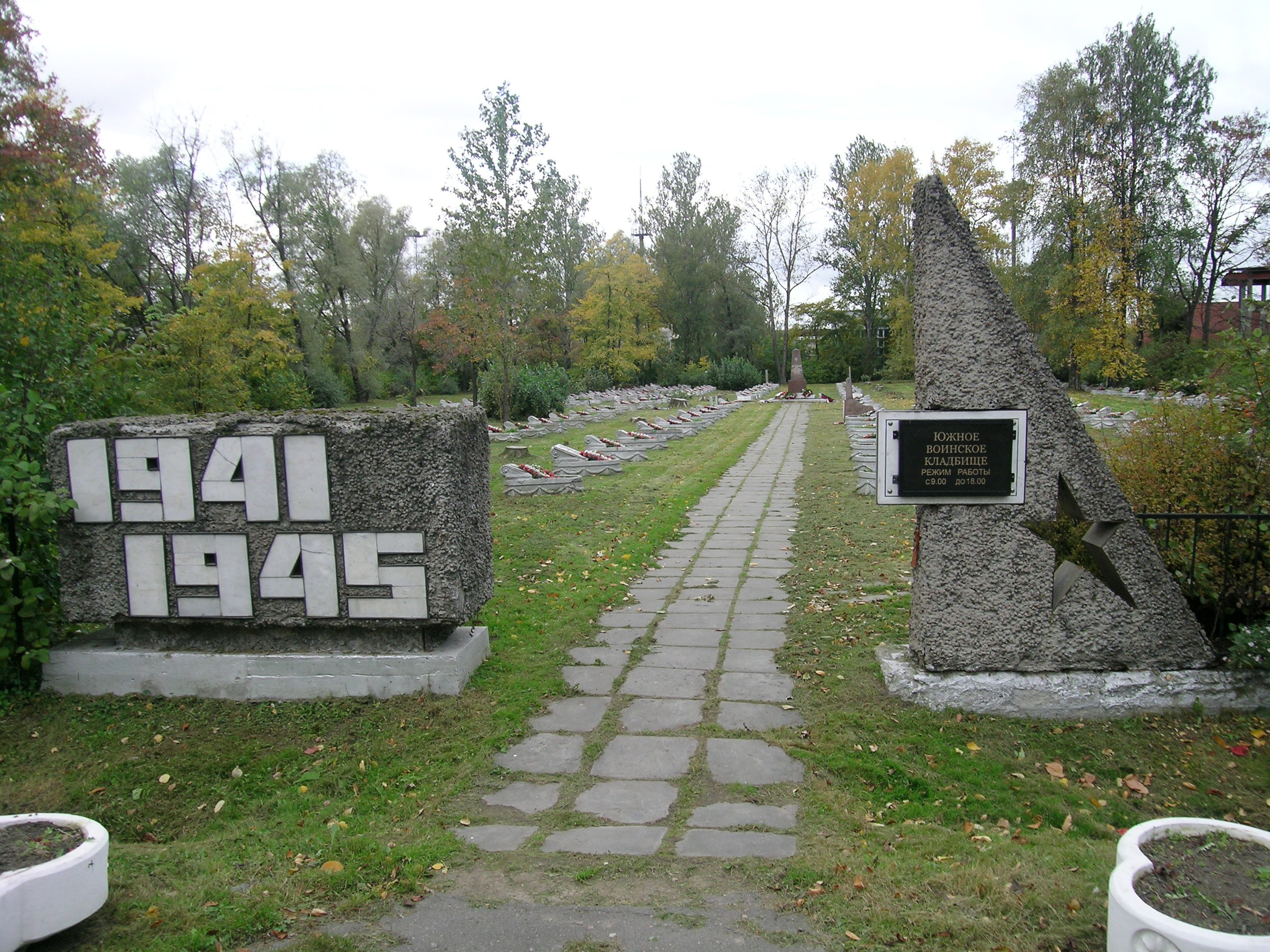
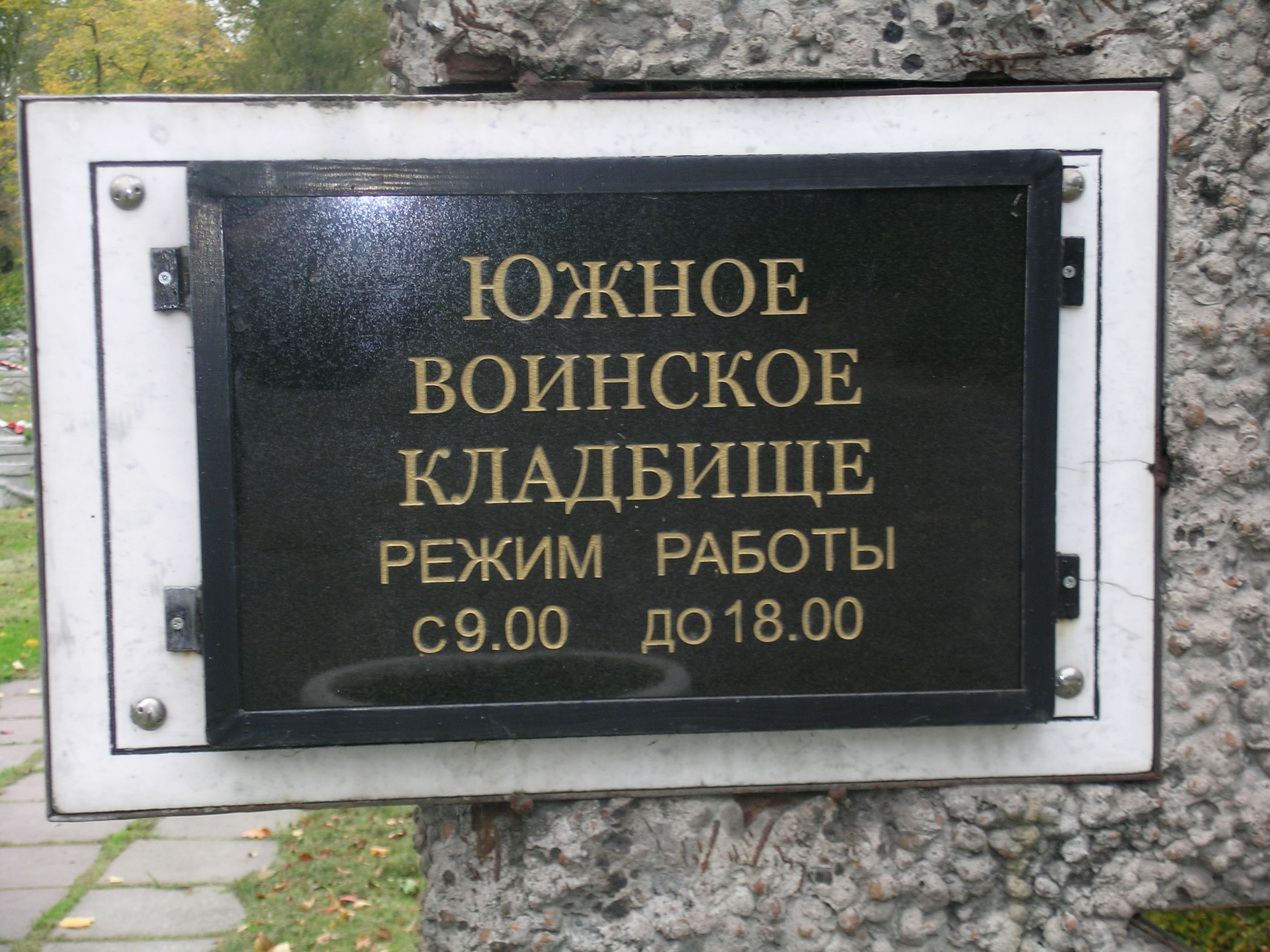
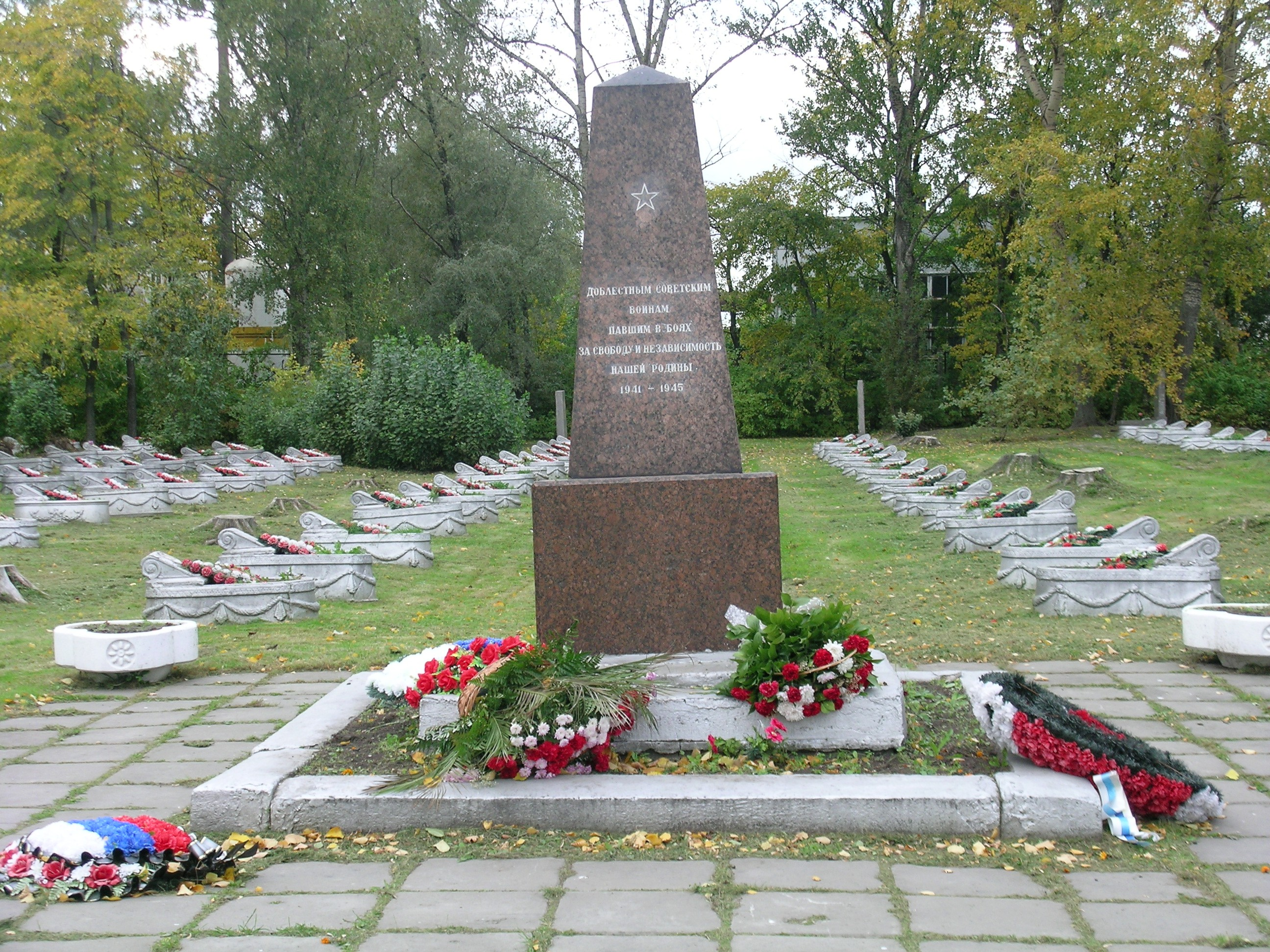
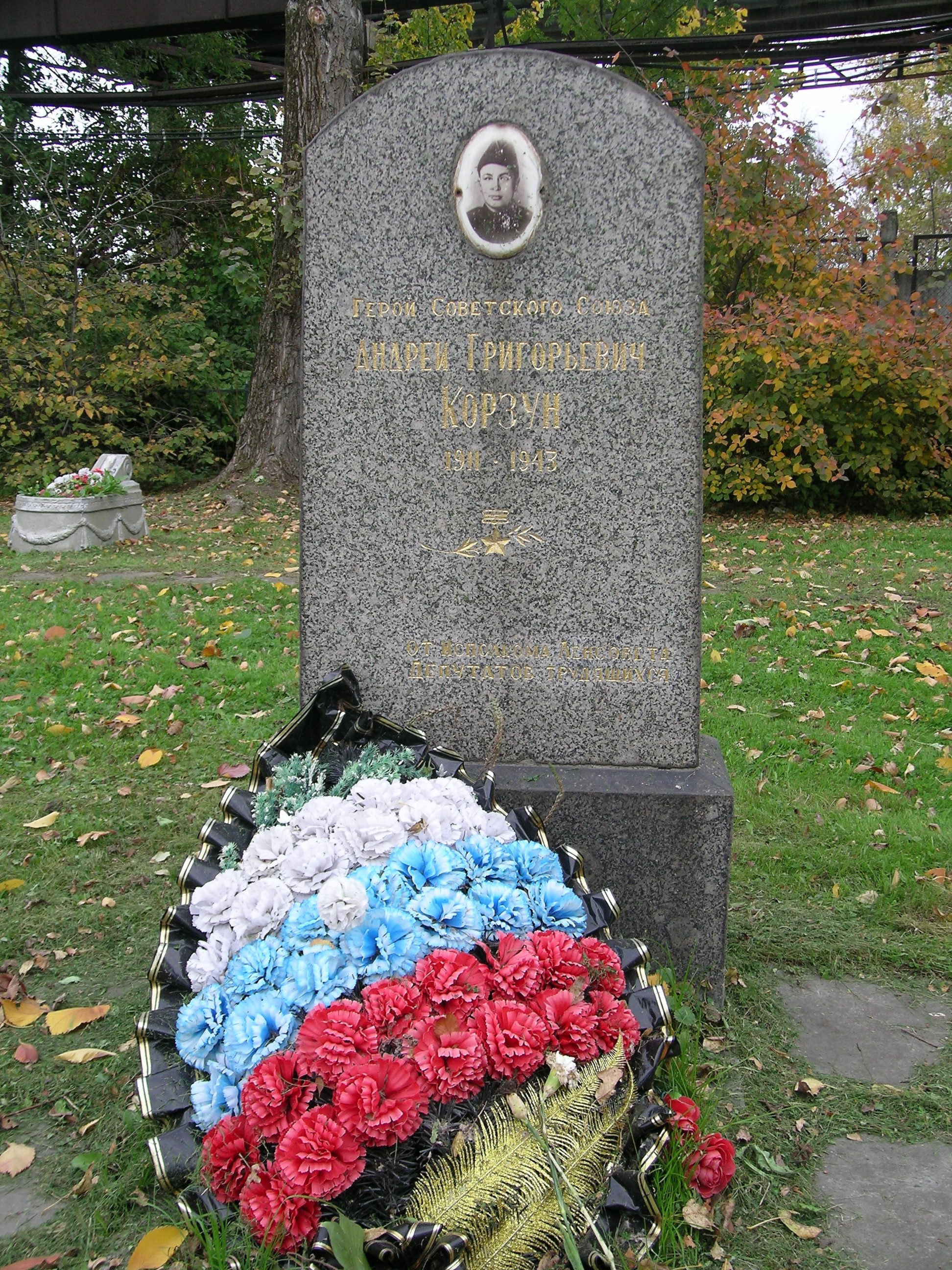